# Carnival Films
Pour les articles homonymes, voir Carnival.
Carnival Films est une société britannique de production de cinéma, de télévision et de théâtre qui a été créée en 1978 par Brian Eastman (sous le nom de Picture Partnership Productions Ltd.).

## Histoire
En 1978, Brian Eastman crée la société de production indépendante Picture Partnership Productions Limited. L'entreprise se construit une bonne réputation de studio indépendant avec des productions comme Hercule Poirot, Traffik (dont sera tiré le film Traffic de Steven Soderbergh) et gagne de nombreux prix.
En octobre 1990, la société change de nom en Carnival Film & Television Limited.
En 1997, le groupe australien Southern Star investit à hauteur de 40 % dans la société. Sa participation augmentera jusqu'à 75 % en 2004 ; les 25 % restants étant contrôlés par Gareth Neame, nouveau Directeur Général fraichement arrivé de la BBC au sein de la société.
En août 2008, NBCUniversal achète 100 % de Carnival pour un montant de ₤30 000 000, cherchant à étendre son marché au-delà des États-Unis.
En 2011, Carnival Films a été reconnue comme meilleure société de production britannique aux Bulldog Awards et en 2012, meilleure société de production aux Broadcast Awards.

## Productions
Liste non exhaustive des productions de Carnival Films:

### Futures
- Murder on the Home Front pour ITV
- Dracula pour NBC (2013-)

### En cours
- Hercule Poirot pour ITV (1989-)
- Whitechapel pour ITV (2009-)
- Downton Abbey pour ITV (2010-)
- The Hollow Crown pour BBC Two (2012-)

### Passées
- Traffik pour Channel 4 (1989)
- Jeeves and Wooster pour ITV (1990-1993)
- Et alors ? pour Channel 4 (2001-2004)
- Rosemary & Thyme pour ITV (2003-2007)
- État d'alerte pour TNT (2004)
- Classé Surnaturel pour BBC One (2004-2007)
- Hotel Babylon pour BBC One (2006-2009)
- Le Magasin d'antiquités pour ITV (2007)
- Midnight Man pour ITV (2008)
- Enid pour BBC Four (2009)
- The Philanthropist pour NBC (2009)
- Any Human Heart pour Channel 4 (2010)
- Page Eight pour BBC (2011)
- The Last Weekend pour ITV (2012)
- Lucky Man (Stan Lee's Lucky Man) pour Sky1 (2016-2018)
- The Last Kingdom pour BBC Two puis pour Netflix (2015-2022)
- The Last Kingdom : Sept rois doivent mourir (film, 2023)
- 2025 : Downton Abbey 3 de Simon Curtis